# Petr Zapletal
Petr Zapletal (ur. 20 grudnia 1977 w Ołomuńcu) – czeski trener siatkarski, a w przeszłości siatkarz, grający na pozycji rozgrywającego, były reprezentant kraju.

## Jako zawodnik

### Sukcesy

#### klubowe
Liga słowacka:
- 1999

Superpuchar Europy:
- 2000

Puchar Niemiec:
- 2001

Liga niemiecka:
- 2001

Puchar Szwajcarii:
- 2003

Liga szwajcarska:
- 2003

Liga czeska:
- 2012, 2014
- 2013, 2015
- 2011

#### reprezentacyjne
Liga Europejska:
- 2004

### jako trener
Puchar Czech:
- 2020, 2021

Liga czeska:
- 2021